# Afton (Wyoming)
Afton es una ciudad en el condado de Lincoln (Wyoming, Estados Unidos). La población era 1.911 en el censo de 2010. Fue fundada por pioneros mormones en la ruta de Oregón. El templo de Star Valley fue construido en Afton, al cruzar la Vía 89 del aeropuerto municipal de Afton.

## Geografía
Afton se encuentra en 42°43′42″N 110°55′45″O / 42.72833, -110.92917. Es la ciudad más grande de Star Valley, un valle de pastizales en las montañas boscosas.
De acuerdo con la United States Census Bureau, la ciudad tiene un área total de 8,9 km².

## Demografía
Según el censo de 2000, había 1.1911 personas, 651 hogares y 475 familias que residían en la ciudad. La densidad de población fue de 214,7/km². La composición racial de la ciudad era: 
- 97,19% Blancos
- 0,06% Afroamericanos
- 0,39% Nativos americanos
- 0,06% Asiáticos
- 0,94% Otras razas
- 1,38% Hispano-latinos

Había 651 casas de las cuales el 38,2% tenían niños menores de 18 que vivían con ellos, el 62,5% eran matrimonios, el 7.7% tenían un cabeza de familia femenina sin presencia del marido y 26,9% no eran familias.El 9.2% tienen a alguna persona anciana de 65 años o más. 
En la ciudad el 32,3% de las personas eran menores de 18 años, el 9,7% tenía de 18 a 24, el 23,6% de 25 a 44, el 20,5% de 45 a 64, y el 13,9% con más de 65 años de edad o más. La edad media fue de 33 años. Por cada 100 hembras había 90,4 varones. Por cada 100 mujeres mayores de 18 años, había 88,7 hombres. 
La renta mediana para una casa en la ciudad era 37.292 dólares, y la renta mediana para una familia era 43.400 dólares. Los varones tenían una renta mediana de 33.472 dólares frente a los 20.893 dólares para las hembras. El per cápita ingreso para la ciudad era de 16.177 dólares. Cerca del 5,5% de familias y el 7,6% de la población estaban por debajo de la línea de pobreza, incluyendo a un 9.8% de los menores de 18 años y a un 5,2% de mayores de 65 años.